# Ponte Negri
Ponte Negri (in francese Pont de Paule) fino al 1947 era un valico del confine italo-francese tra il Piemonte e il Nizzardo, situato sul torrente Tinea circa duecentotrenta metri a valle della confluenza del vallone di Molliera, allora frazione del comune italiano di Valdieri in provincia di Cuneo.

## Storia
Al di là della sua scarsa rilevanza come valico, si trova infatti lungo una strada secondaria che si inoltra nel suddetto vallone per circa tre chilometri fino alle case di Perablancia e prosegue come mulattiera fino al villaggio di Molliera, il Ponte Negri rappresentava un importante riferimento per la topografia militare del tempo, in quanto punto di giunzione tra due Settori di Copertura della Frontiera affidati alla G.a.F, cioè il II Settore "Alta Roja - Gessi" e il III Settore "Stura", la cui linea di separazione partiva dal Ponte Negri, saliva lungo la displuviale Monte San Salvatore - Testa di Pelevos - Testa Rubina - Testa Mercera - Cima di Tavels - Monte Malinvern e scendeva a Valdieri lungo la cresta del versante sinistro della valle del Gesso della Valletta.
A seguito del Trattato di Parigi del 1947 il Ponte Negri è passato alla Francia assieme alle cosiddette "terre di caccia" di Vittorio Emanuele II, cioè i territori del retroterra nizzardo compresi nel triangolo tra la Cima di Collalunga, il Monte Clapier e la Cima del Diavolo, rimasti all'Italia dopo la cessione della Contea di Nizza nel 1860.